# 楊壽枏
楊壽枏（1868年—1948年12月7日），枏，同「楠」字。初名寿棫，字味云，晚号苓泉居士，江苏省无锡县人，清朝及中华民国政治人物、诗人、实业家。

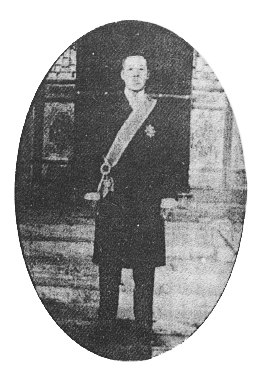

## 生平

### 幕友生涯
清同治七年八月二十一日（1868年），楊壽枏生于一个书香世家。从6岁起，杨寿枏开始读四书五经及资治通鉴，12岁随父亲杨宗济在溧阳学署读书，14岁学习制义和试帖诗。17岁返回家乡应试，获头名入泮。光绪十七年（1891年）应顺天乡试，中举人。此后，他三次应会试，但未中，乃放弃参加科举，专治史学，特别偏重于财政史。他取《九通》所列钱币、赋税、盐法、漕运各方面分别纂录，积累了丰富的分类资料。
光绪二十三年（1897年），伯父杨宗濂署山西按察使，杨寿枏在杨宗濂的幕府中任文案。不久，杨宗濂升任山西布政使，时逢山西巡抚胡蕲生推动新政，同杨宗濂商议后设立了山西武备学堂、商务局、纺织厂等。杨寿枏所拟的奏摺和函牍受到胡蕲生的欣赏，遂被胡蕲生召至山西巡抚署，负责文案。

### 入京为官
光绪二十五年（1899年），杨寿枏回到家乡葬亲。他出钱捐内阁中书，但由于光绪二十六年（1900年）义和团事件发生，被迫暂不赴北京。其三伯父杨宗瀚当时正在无锡筹建业勤纱厂，杨寿枏佐理厂务。
光绪二十七年（1901年）《辛丑条约》签订后，八国联军退出北京，杨寿枏到北京就任内阁中书。光绪二十八年（1902年），他入大学士孙家鼐幕府，负责奏章。
光绪二十九年（1903年），清政府设立商部，杨寿枏应商部考试获得录取，分补保惠司主事。光绪三十一年（1905年），调补平均司。同年七月，清政府派出使各国考察政治大臣赴各国考察宪政，杨寿枏被载泽派为二等参赞随行，于同年十一月初出发，次年六月回到上海，七月回到北京复命。杨寿枏奉命率领译员在法华寺翻译论述东西洋各国政治制度的著作，杨寿枏任总纂，编纂六十多种专书，咨送宪政编查馆，择其精要者分别撰写提要，进呈内廷。九月，清廷令载泽会同各部院尚书及北洋大臣、南洋大臣拟订立宪官制，载泽负责，杨寿枏协同编纂。
光绪三十三年（1907年），杨寿枏改补农工商部工务司主事，兼商律馆纂修。同年十月，他随农工商部侍郎杨士琦到南洋群岛抚慰华侨，他们乘坐海圻舰、海容舰，先后经过小吕宋、暹逻、爪哇、新加坡等地，翌年春初，回到北京复命，上《考察南洋各岛华侨商务摺》。杨寿枏随即补工务司员外郎兼公司注册局总办、商标局会办。杨寿枏受到农工商部堂官器重，当时清政府推行“奖励工艺”政策时颁订的《奖励公司章程》、《办理实业爵赏章程》等多为杨寿枏拟定。
宣统元年（1909年），载泽任度支部尚书，设立财政清理处，杨寿枏任度支部丞参兼财政清理处总办。任内，杨寿枏派监理官分别驻各省监督财政，并要求各省上呈财政报告以作编制全国预决算的依据，还拟出了六年内清理全国财政办法草案以及分年办理的程序。杨寿枏采用欧美各国办法，并参考中国过去的办法，开创了中国此前从未有过的全国收支预决算制度。他还亲自拟定相关条例。
宣统二年（1910年），杨寿枏派充崇陵监修官兼盐政院参事，旋补度支部左参议。预备立宪期间，杨寿枏主张在改革官制方面效仿日本，设立地方议事会，成立立法机关。他代度支部所提出的说帖成为此后内阁会议制定官制的蓝本。他积极支持采用君主立宪的责任内阁制，称“历经欧美各国考察，封建专制已不能适合世界潮流，唯君主立宪犹可系维人心。”他还同劳乃宣、吴士鉴等几十人成立了宪政实进会，陈宝琛任会长。
宣统年间，庆亲王奕劻任首任内阁总理大臣，载泽为支持奕劻的“庆党” 忌妒。杨寿枏受载泽赏识提拔，对“庆党”十分不满。1911年武昌起义爆发后，清朝官员纷纷辞职离开北京，杨寿枏仍留北京继续任职，直到清室逊位才迁居天津。

### 民国财政官员
1912年7月，北洋政府任命周学熙为财政总长，杨寿枏经杨士琦推荐任盐政处总办。当时，张謇上盐务改革条陈，认为应当废除运商引票制度，撤销定岸引界。袁世凯在这一问题上持保守立场，但对张謇提出的建议又觉得难以驳回，便同杨寿枏商议。杨寿枏称张謇言之成理，不应正面驳斥，宜由财政部另拟盐务改革计划，主旨定为清除盐场积弊，降盐价，减盐税，并将该计划同张謇的提议一并提交参议院。结果，财政部拟定的盐务改革计划获得通过，张謇的提议遂取消。
1912年9月，杨寿枏任长芦盐运使。任内，他将盐税征实银法改为一条鞭法，改两为元。通过整顿盐场产业，在税率未变化的情况下，使税收年增长200多万元。由于他抵制财政部不正当提款，遭到财政部主管的厌恶。但袁世凯认为杨寿枏筹饷有功，调其任粤海关监督。数月后，改任总统府顾问兼财政委员，专门负责整理旧税事宜。1914年8月，改任山东省财政厅厅长，任内获得山东将军靳云鹏、山东巡按使蔡儒楷的尊重。杨寿枏还致电财政部，要求缓办杂税，称“民间不苦税则之重，而苦税目之繁。请择税收丰富科目简单者踏实举办。”于是，他在山东省专门办理验契、田赋、公债，使山东省税收较此前增加了1000余万元，居当时中国全国第一位。
1917年2月，段祺瑞内阁时期，杨寿枏任财政次长，后因财政总长李经羲因病未到任，杨寿枏代理部务。当时，各省各自为政的情况十分严重，税收常不解往国库，国库入不敷出。杨寿枏以量入为出的原则制订了临时预算，并提出开源节流，核定中央政府每月支出700万元。
1917年7月1日张勋复辟，杨寿枏任度支部左侍郎，不久署理度支部尚书。杨寿枏虽然“心怀旧君”，但因病在家休养，没有参与复辟。事后，他在笔记和杂文中称，“张勋此举磊磊落落，功虽未成，亦足为历史上有名人物。”
1919年，杨寿枏当选国会参议院议员，并任财政理事，负责审核中国全国预算。他还接替周学熙任全国棉业督办，任内为改良棉种而订购了美国棉花种籽，分发各省种植，还办了棉业传习所。1922年秋，江苏省将无锡辟为商埠，杨寿枏任无锡商埠局督办。同年冬，内阁改组，刘恩源任财政总长，杨寿枏复任财政次长兼盐务署署长。1923年4月，总税务司安格联（英国籍）上整理中国内债说帖，企图以华盛顿会议议定的值百抽五所增加的新关税（每年约1000多万两）改充“金融”等六项公债的基金，但实际上该项新关税已被批准为九六公债基金，而安格联企图同时控制新旧关余。杨寿枏坚决反对安格联的提议，并同财政部部员张竞仁撰文，分析安格联提议的荒谬性，遭安格联联络各报纸指控杨寿枏破坏公债。结果，安格联的提议遭到全体内阁会议的反对而未能实行。
当时北洋政府成天靠借债维持，后来债务竟累积到全国财政年收入的十分之四。杨寿枏对此十分忧虑，认为外国发行公债是为了补充财政不足，而中国发行公债则是用国库年收入改充抵押物，实质上是将财政交给银行，政府失去了平衡调节的权力。因对政治失去兴趣，1923年后，杨寿枏离开政界，专心投入实业界。

### 兴办实业与晚年
1919年，杨寿枏被推为天津华新纱厂经理。此前袁世凯执政时，拟在北方五省官商合办纱厂，但仅建起了华新纱厂这一个厂，而且因为资金不足，很久都未能开工生产。任华新纱厂经理后，杨寿枏推行“包工制”，仅用三个多月便开始生产，纱厂年终盈利150多万元。1920年，杨寿枏一方面派员学习，一方面训练艺徒，逐渐淘汰了原来的包工头。在融资方面，杨寿枏设立大同银号，使金融和产业方面共同盈利，为华新纱厂扩大资本提供了方便。他先后成立了青岛、唐山、卫辉三个纱厂，各厂资本分别独立，但又互相合作，还成立了兴华资团。
1927年华新纱厂改组，杨寿枏退任专董。他经常和僚属作诗唱和，他的骈体文尤佳。1931年九一八事变后，他作《秋草》诗四律以抒发愤懑，引起百余人和诗，辑录为《秋草唱和集》。时人乃称其“杨秋草”。
1935年后，杨寿枏闲居天津，和老朋友们结社作诗。1937年7月七七事变后，他拒绝了旧日北洋政府同僚们提出的出任亲日政府职务的邀请。晚年，他专心辑录自己所写的古文、诗词、笔记、书札等作品。
1948年12月7日，杨寿枏因肺炎在天津病逝。

## 家庭
- 祖父：杨延俊，清朝道光年间进士，曾任山东肥城县等县知县。
- 父：杨宗济乃是诸生，曾任溧阳县训导。
- 伯父：杨宗濂，曾任北洋武备学堂总办、山西按察使、山西布政使。
- 三伯父：杨宗瀚，曾任上海机器织布局会办、总办等职。[1]